# William Guténius
Nils Gustav William Guténius (Lerum, 17 september 1992) is een Zweeds basketballer.

## Carrière
Guténius speelde van 2011 tot 2016 voor de Zweedse eersteklasser Sundsvall Dragons. Hij speelde het seizoen 2016/17 voor reeksgenoot Nässjö Basket. In 2017 maakte hij de overstap naar de Spaanse tweedeklasser CB Clavijo. Na een seizoen in de Spaanse competitie keerde hij terug naar Zweden en ging spelen voor Borås Basket van 2018 tot 2022. Hij werd met hen Zweeds landskampioen in 2020.
In de zomer van 2022 tekende hij bij de Belgische eersteklasser Brussels Basketball maar verliet de club in december 2022. Hij speelde daarna in IJsland voor Stjarnan. Hij keerde na het seizoen terug naar Zweden en ging spelen voor Nässjö Basket waar hij na een seizoen zijn contract verlengde.

## Erelijst
- Zweeds landskampioen: 2020